# Мачеха Саманишвили (фильм)
«Мачеха Саманишвили» (груз. სამანიშვილის დედინაცვალი) — художественный фильм, трагикомедия, снят в 1977 г. на студии Грузия-фильм. По одноименной повести Давида Клдиашвили. Премьера состоялась 2 апреля 1979 г. в Москве.

## Сюжет
Фильм происходит в дореволюционной Грузии начала XX века. Платон Саманишвили — потомок обнищавшего древнего дворянского рода. Его старый отец-вдовец объявляет о своём желании жениться, из-за чего сын приходит в ужас. В том случае, если мачеха родит сына, то Платону придётся делить с ним скудное поместье, а у него самого четверо детей. Он решается отправиться на поиски будущей супруги для отца, которая уже дважды была бы замужем, но при этом не имела бы детей. Невеста найдена, согласно древним грузинским обычаям — похищена и доставлена к жениху. Однако спустя положенный срок у главного героя фильма появляется брат.

## В ролях
| Актёр               | Роль !! Дубляж                                                      |
| ------------------- | ------------------------------------------------------------------- |
| Василий Кахниашвили | Бекина Саманишвили \|\| А. Алексеев                                 |
| Имеда Кахиани       | Платон Саманишвили, сын Бекины \|\| В. Ферапонтов                   |
| Нодар Чачанидзе     | Кириле Миминашвили, муж сестры Платона Саманишвили \|\| Ф. Яворский |
| Венера Непаридзе    | мачеха Элена \|\| Н. Зорская                                        |
| Берта Хапава        | Мелано, жена Платона Саманишвили \|\| В. Ананьина                   |
| Шота Габелая        | Аристо \|\| В. Брылеев                                              |
| Саломе Канчели      | Дарико, сестра Платона \|\|?                                        |
| Василий Чхаидзе     | дядя Кириле \|\|?                                                   |

## Награды
- Главный приз 11 ВКФ(1978) в Ереване;
- Специальные призы жюри МКФ-78 в Каире за режиссуру (Э. Шенгелая) и операторскую работу (Л. Ахвледиани, Ю. Схиртладзе).